# Laguneta Chiquibal
Laguneta Chiquibal är en kratersjö i Guatemala.   Den ligger i departementet Departamento de Quetzaltenango, i den sydvästra delen av landet, 120 km väster om huvudstaden Guatemala City. Laguneta Chiquibal ligger 2 621 meter över havet. I omgivningarna runt Laguneta Chiquibal växer i huvudsak städsegrön lövskog.